# Abbazia di Santa Maria di Grottaferrata
L'abbazia di Santa Maria di Grottaferrata è un'abbazia cattolica italiana, situata nel comune di Grottaferrata.
Appartenente alla Chiesa bizantina cattolica in Italia, è la sede dell'Ordine basiliano italiano di Grottaferrata e la cattedrale dell'Abbazia territoriale di Santa Maria di Grottaferrata.

## La chiesa

### Esterno

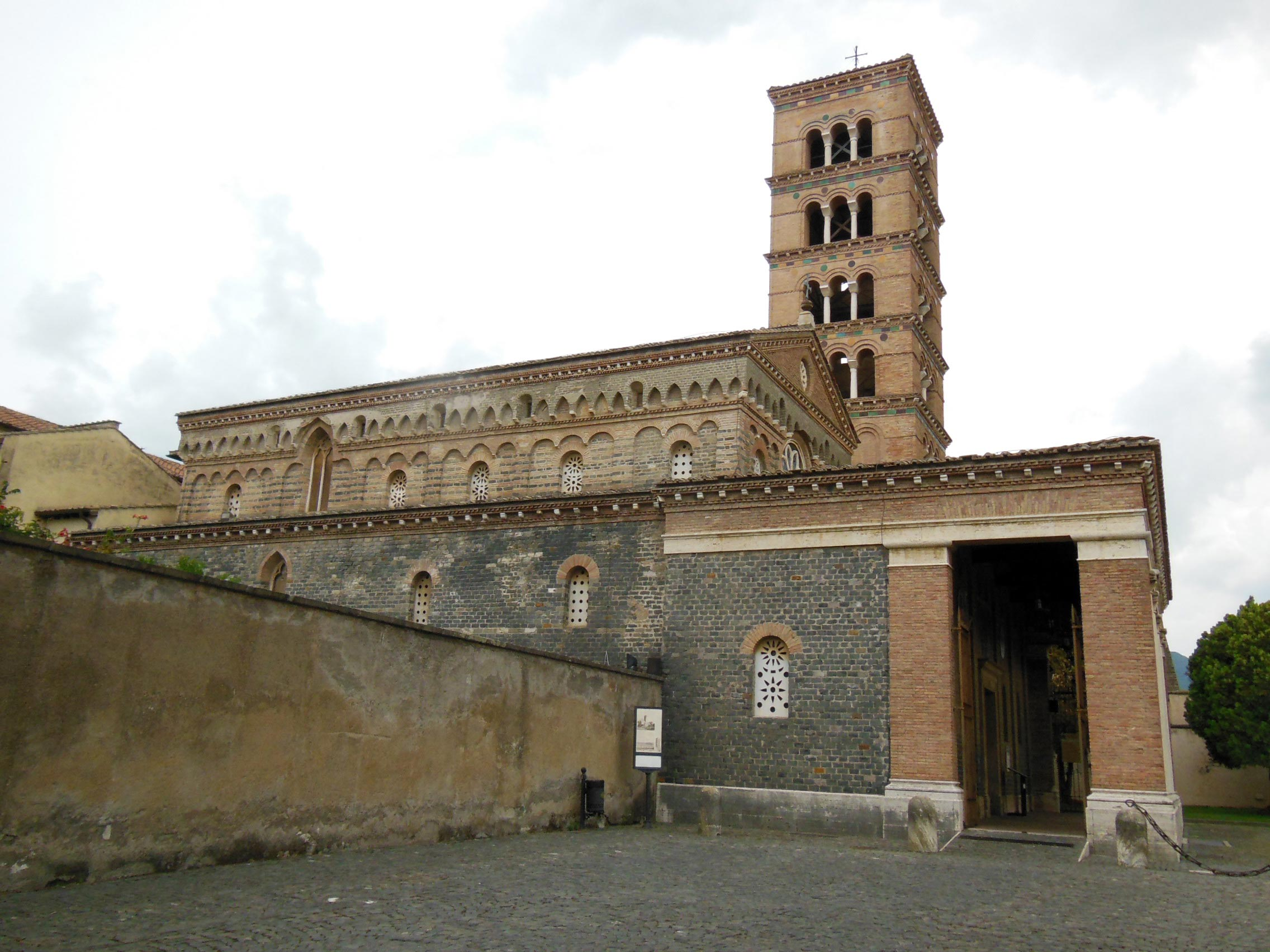
Lato sinistro esterno dell'Abbazia

L'esterno della chiesa, con il rosone e le finestre in marmo traforato, gli archetti ciechi in stile gotico e le cornici in laterizio, che proseguono la decorazione dei fianchi, è stato restaurato nel 1930 secondo le forme originarie dalle costruzioni neogotiche ottocentesche.
Presenta totalmente integra la struttura originaria della chiesa del 1004. Nel nartece, che poggia su quattro colonne in pietra e su due pilastri in mattoni, custodisce la porta che immette nell'endonartece ed un mosaico raffigurante Santa Maria Madre di Dio. Di fianco alla chiesa si trova lo slanciato campanile coevo.
L'atrio, a colonne (prònao) in travertino e vestibolo (nartece), è stato anch'esso restaurato nel Novecento nelle forme originarie. Il nartece presenta pavimenti a spina, soffitto in legno e finestre in marmo traforato. In esso troviamo a sinistra un fonte battesimale, opera in marmo del XI secolo, di forma cilindrica, poggiato su leoni alati, che presenta una decorazione simbolica a bassorilievo; a destra un altare sovrastato da un affresco di Cristo risorto che libera le anime dall'Ade.
La porta del portale è detta "speciosa" per la ricca decorazione degli stipiti, a bassorilievo in marmo con intarsi di pietre e pasta vitrea. In stile romanico con influssi bizantini, presenta le ante in legno scolpito di diversa larghezza, riadattate forse da un altro edificio. Il mosaico sovrastante, in stile bizantino dell'XI secolo, rappresenta la Dèisis, cioè l'intercessione: Gesù benedicente seduto in trono con il Vangelo di San Giovanni dove, in greco antico, è scritto: “Io sono la porta, chi per me passerà sarà salvo”; ai lati la Madonna e San Giovanni e, in proporzioni minori, la figura di un monaco.

### Interno

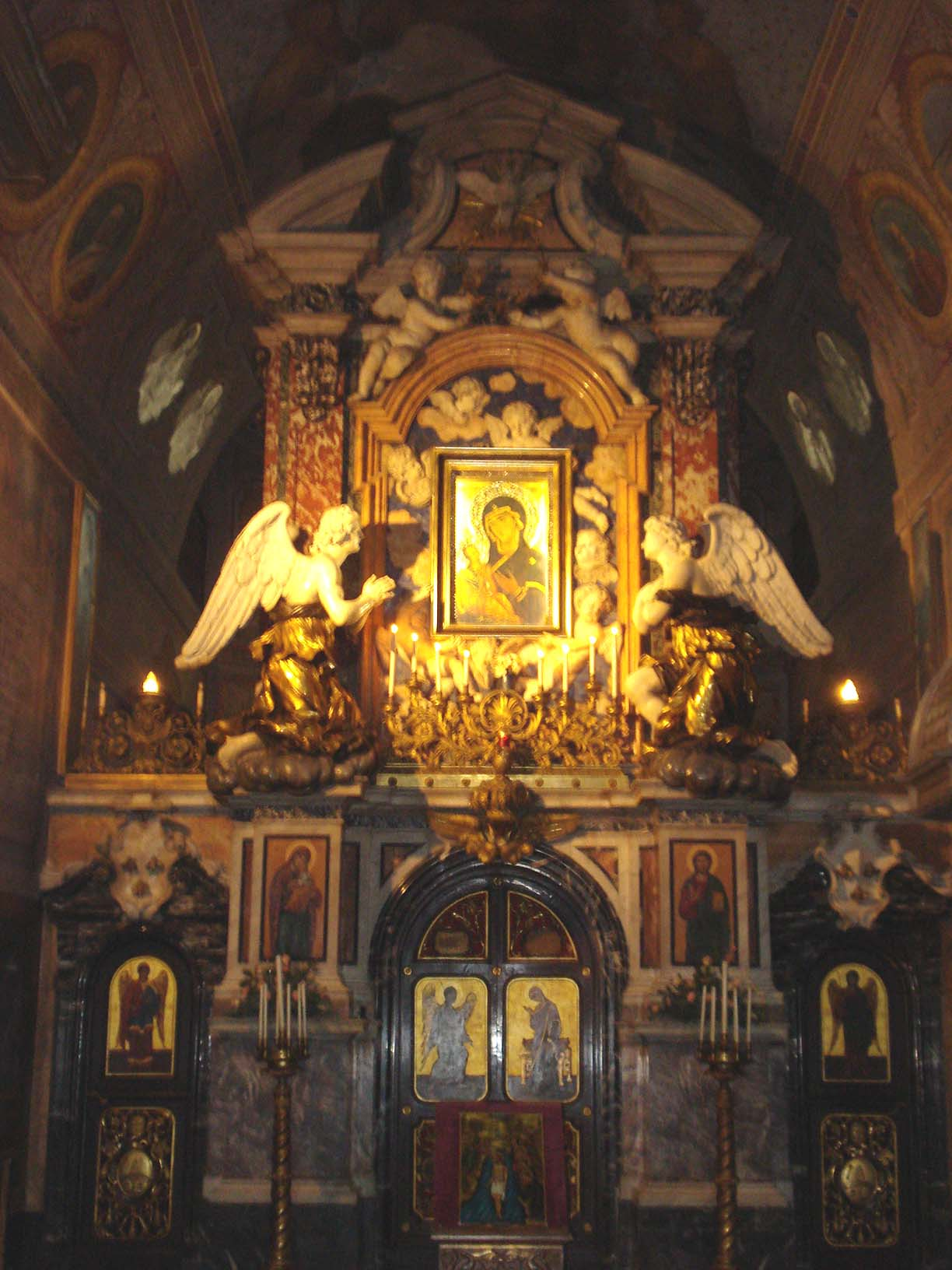
Iconostasi marmorea su progetto di Gian Lorenzo Bernini (XVII secolo)

L'interno della chiesa. originariamente in stile romanico, è stato trasformato nel 1754 con un rivestimento di stucco in stile barocco che ha ricoperto gli affreschi alle pareti e le colonne, trasformate in pilastri. Conserva l'originaria struttura a tre navate con endonartece e profonda abside con iconostasi e santuario.
Dall'endonartece, dove si trova il battistero, attraverso un portale finemente intarsiato si accede alla cupa navata centrale della chiesa illuminata soltanto dall'ampio rosone della facciata. Lungo la navata laterale destra si aprono la Grotta Ferrata e la Cappella Farnesiana.
La prima è un edificio romano del I secolo, trasformato in tempio nel VI sec.
La Cappella Farnesiana è barocca ed è decorata con finissimi affreschi raffiguranti storie di San Nilo, fatica del Domenichino, datati intorno al 1608 e 1610. Sull'altare la tela Madonna con Bambino tra i santi Nilo e Bartolomeo attribuita al Carracci.
All'inizio dell'abside si trova la maestosa iconostasi barocca, voluto nel 1665 dal cardinale Francesco Barberini su disegno e progetto di Gian Lorenzo Bernini e l'esecuzione di Antonio Giorgetti, al cui centro è, in un coro di angeli, è intronizzata la Theotòkos, l'icona della Madre di Dio col Bambino. Dietro l'iconostasi si cela il "Vima" (santuario); dotato di altare quadrato, secondo il rito bizantino, è sormontato da un baldacchino neogotico dipinto da cui pende una colomba d'argento per la custodia del SS. Sacramento.
L'arco trionfale, che divide la navata centrale dal presbiterio, riservato ai monaci, è decorato da un mosaico medioevale (XII secolo). Esso rappresenta la Pentecoste: le figure dei santi Apostoli, riconoscibili dalle scritte in greco, sono schierate su seggi preziosi con al centro il trono vuoto in attesa del Cristo per il Giudizio (etimasia); le figure dei santi, ieratiche e impassibili secondo lo stile bizantino, esprimono il distacco dalle cose terrene; nel trono vuoto al centro è raffigurato un agnello, simbolo del Cristo sacrificato, ai lati gli apostoli Pietro e Andrea, simboli di Roma e Costantinopoli.
Sopra l'arco trionfale, oltre il mosaico, resta parte del ciclo di affreschi medioevali (XII-XIII secolo): è rappresentata la Trinità dentro la "mandorla mistica": Cristo, piccolo di proporzioni, ma di aspetto adulto, tra le braccia del Padre, regge la colomba raggiata dello Spirito Santo; ai lati, due schiere di Angeli dalle ricche tuniche colorate, alle estremità i due profeti Davide ed Isaia.
Altri affreschi furono coperti dal soffitto a lacunari nel 1577 e quelli un tempo sulle pareti della navata, dal rifacimento settecentesco (alcuni di essi, staccati, sono nel Museo).
Il pavimento è in marmo policromo, in opus sectile secondo lo stile cosmatesco del XIII secolo. Il coro dei monaci è caratterizzato da pregevoli stalli intarsiati; fu sistemato nell'aspetto attuale nel 1901.
Nella chiesa si celebra secondo il rito bizantino in lingua greca e, in alcune occasioni particolari, in lingua albanese.

## La biblioteca
Di fianco alla chiesa si trova il massiccio edificio del monastero che si articola su due lati di un cortile porticato. Al suo interno si trova una delle biblioteche più fornite di testi in greco antico e latino al mondo, con migliaia di volumi di valore inestimabile.
San Nilo era un amanuense ed aveva creato una sua propria scuola; alcuni dei suoi monaci erano scribi e, fino a tutto il XIII secolo, produssero manoscritti liturgici ed ascetici. Questi, con l'aggiunta di manoscritti acquistati ed ereditati, formarono il nucleo più antico della biblioteca.
Nel 1873 l'intero complesso ecclesiastico dell'abbazia, compresa la Biblioteca, divenne proprietà dello Stato italiano. Attualmente essa conta circa 500 manoscritti greci ed altrettanti latini, varie centinaia di incunaboli e cinquecentine e 50.000 libri stampati.

### Il Laboratorio di restauro del libro
Dal 1931 l'Abbazia di Grottaferrata è sede del "Laboratorio di restauro del libro antico", il primo laboratorio a carattere scientifico fondato in Italia per la salvaguardia del patrimonio bibliografico. Fondato da P. Nilo Borgia, ha notevolmente contribuito alla conservazione di numerosi e preziosi codici.
Già Monumento nazionale, dal dicembre 2014 il Ministero per i beni e le attività culturali ne gestisce il patrimonio storico-artistico tramite il Polo museale del Lazio, nel dicembre 2019 divenuto Direzione regionale Musei.
Il più prestigioso dei restauri effettuati da questa autentica Officina Librorum è stato quello delle oltre 1.000 carte vinciane del Codice Atlantico di Leonardo da Vinci.

## Il Museo dell'Abbazia
Nel 2017 è stato aperto il "Museo dell'Abbazia basiliana di San Nilo", gestito dalla Direzione regionale Musei Lazio del Ministero per i beni e le attività culturali.
Ospitato nel quattrocentesco palazzo del Commendatario dell'Abbazia, il Museo raccoglie, oltre alla collezione archeologica riunita nel corso dei restauri ottocenteschi dai monaci basiliani, eccezionali testimonianze artistiche che rappresentano la vita del monastero fin dalla sua fondazione, risalente agli inizi dell'anno Mille.

## Galleria d'immagini

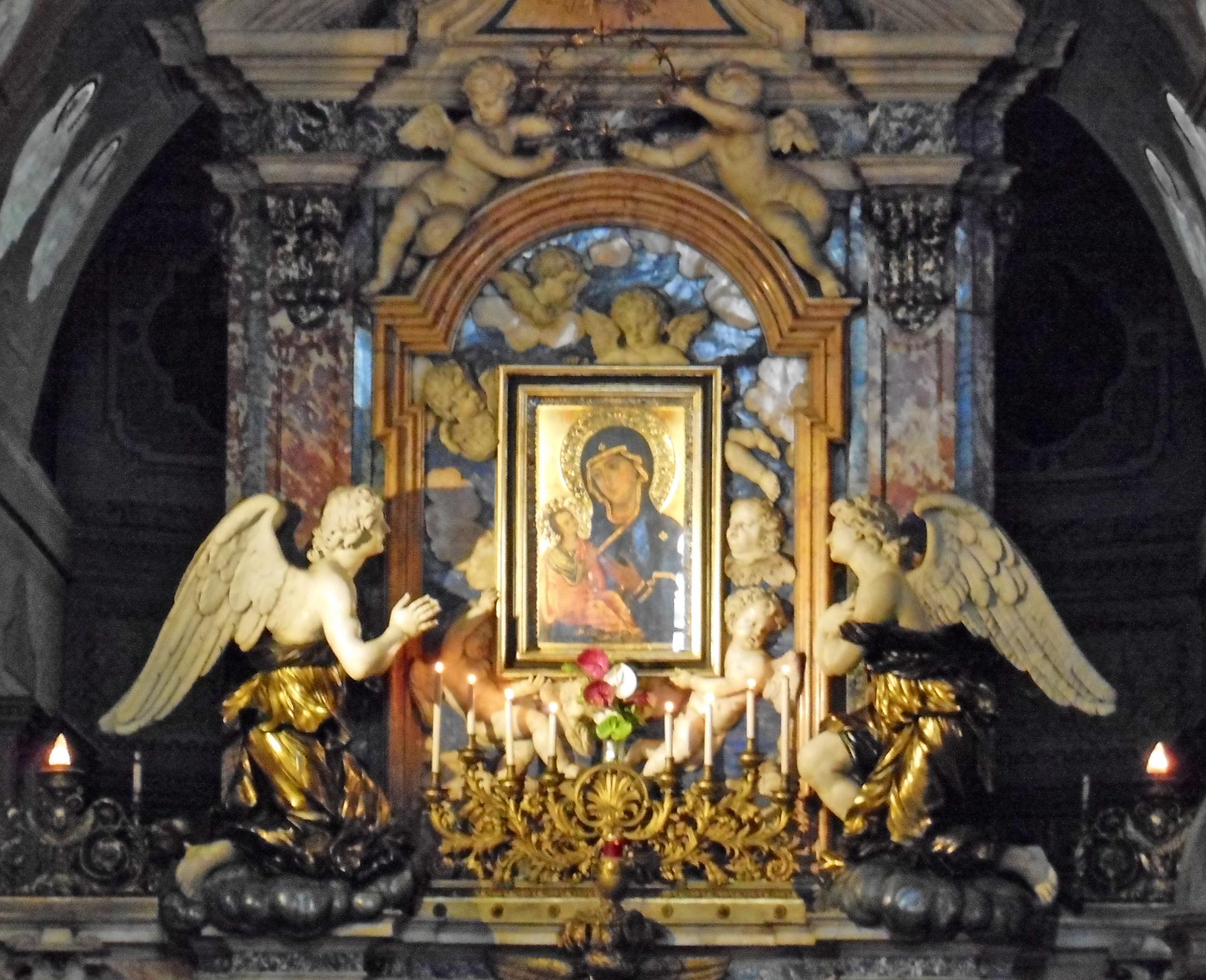
Particolare dell'iconostasi con l'icona della Madre di Dio (Theotokos) donata da papa Gregorio IX
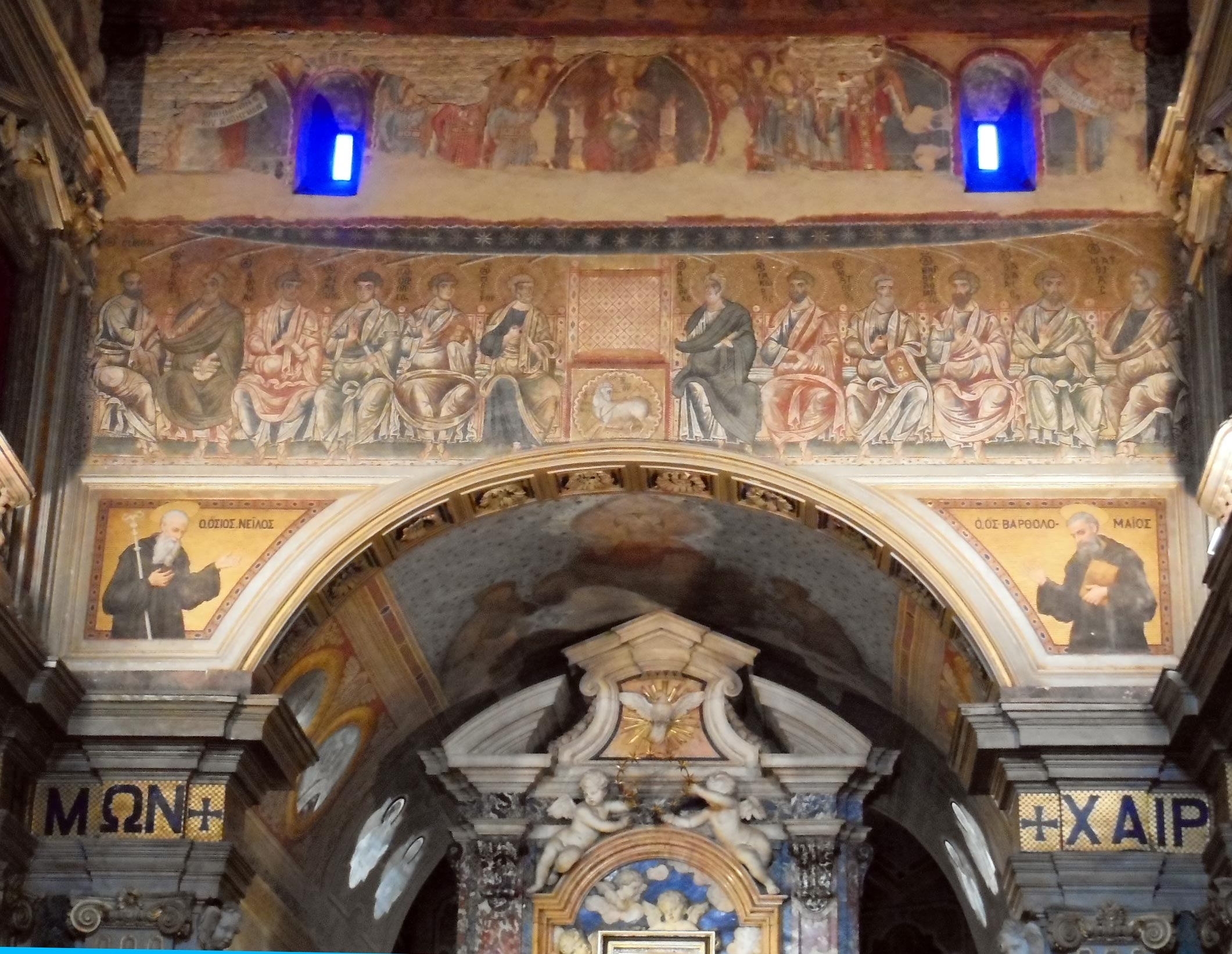
Mosaici sopra l'arco trionfale (Pentecoste) e affreschi del Duecento con la Trinità
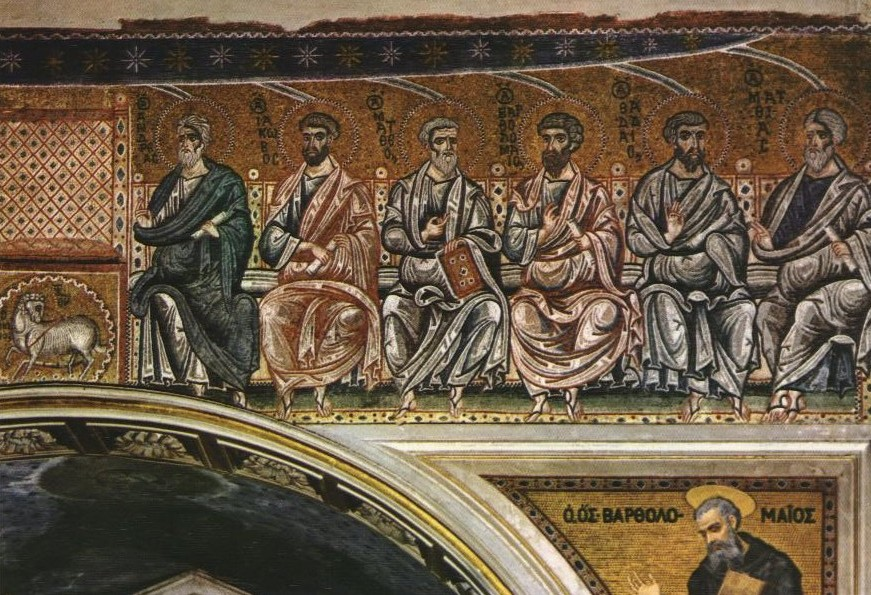
Mosaici della Pentecoste, particolare lato destro (XII-XIII secolo)
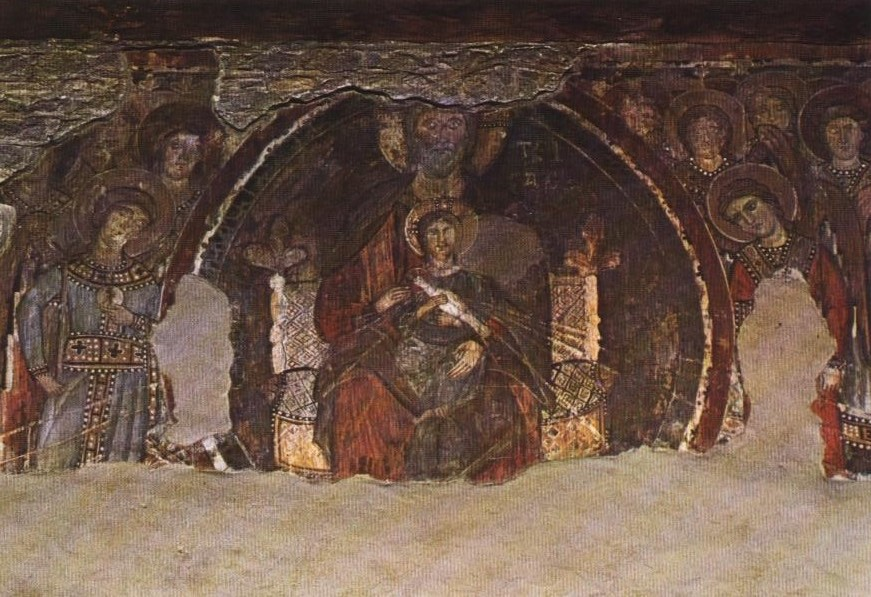
Affresco della Santa Trinità (XIII secolo)
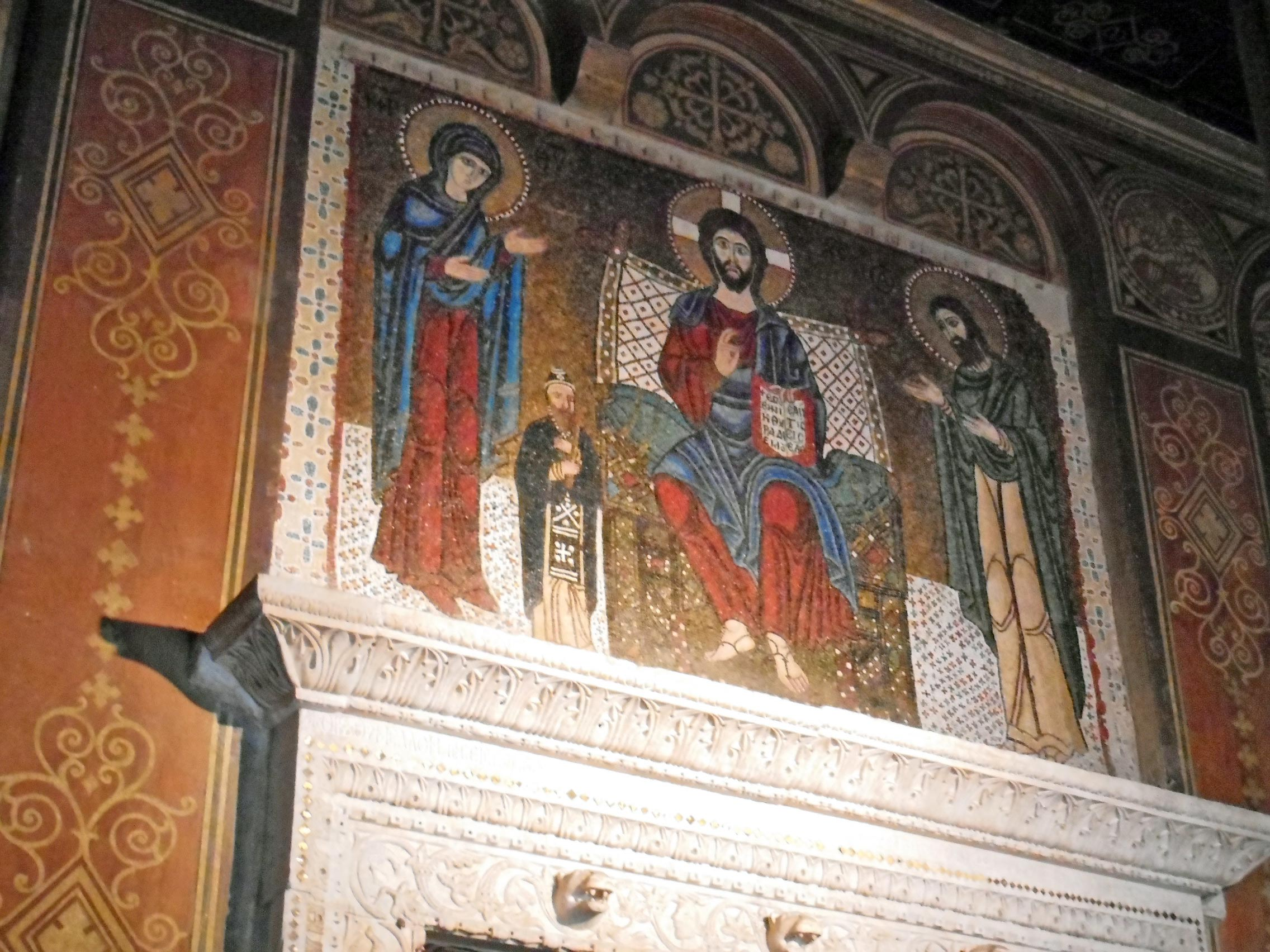
Interno, nartece, mosaico sopra la "porta Speciosa", con la Deisis
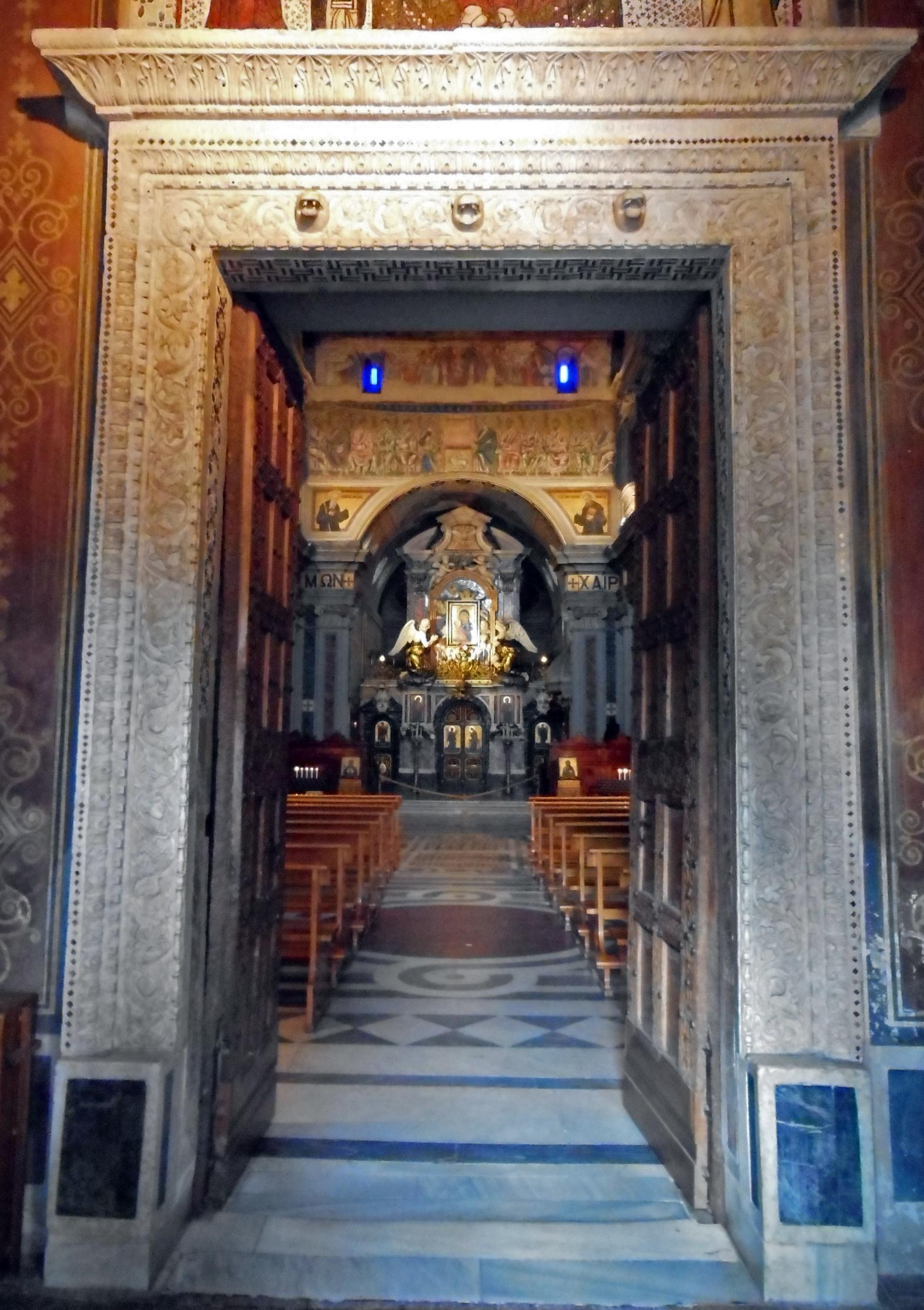
Portale dal nartece alla navata ("Porta Speciosa")
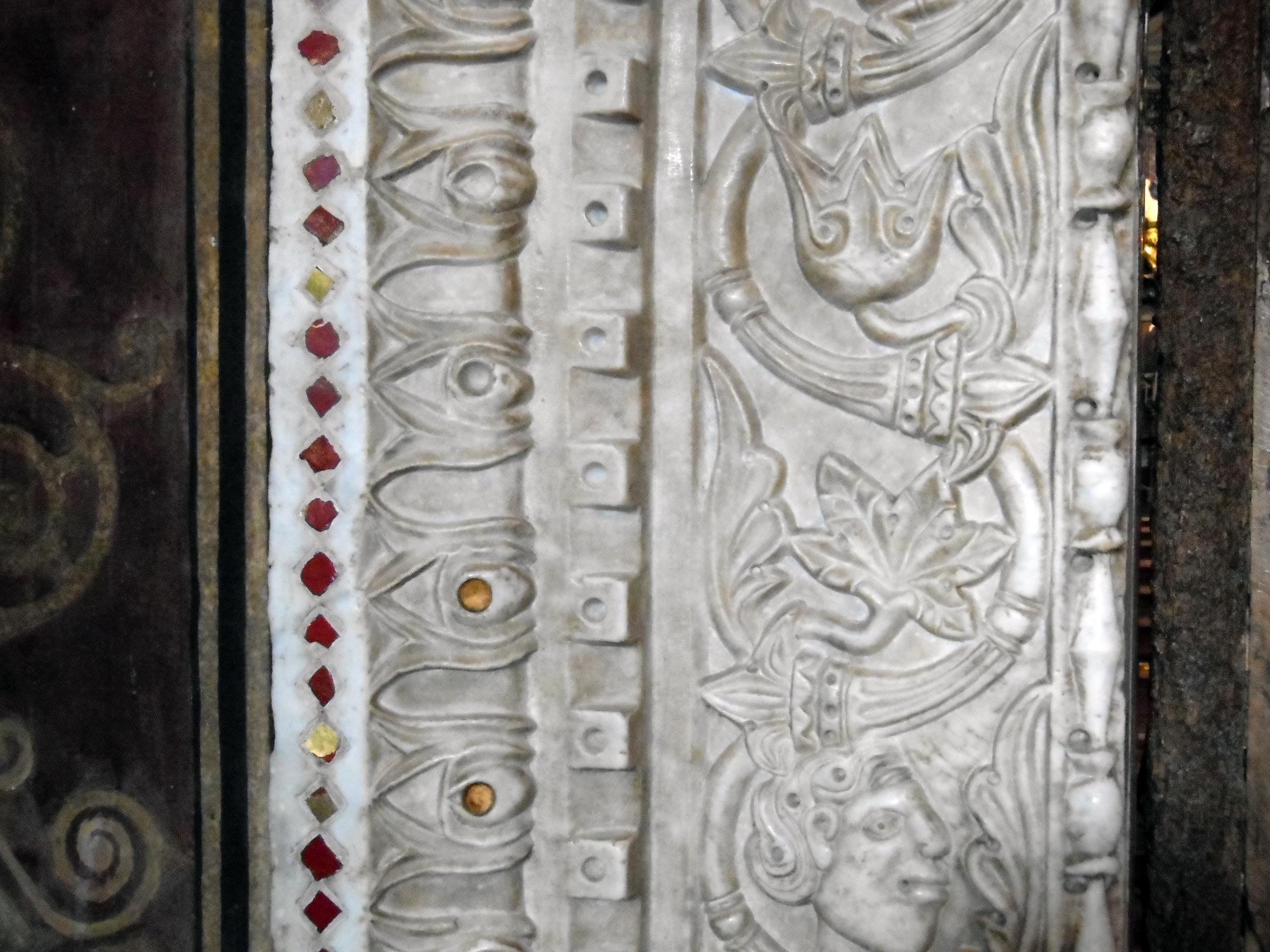
Particolare dello stipite sinistro della "Porta Speciosa"
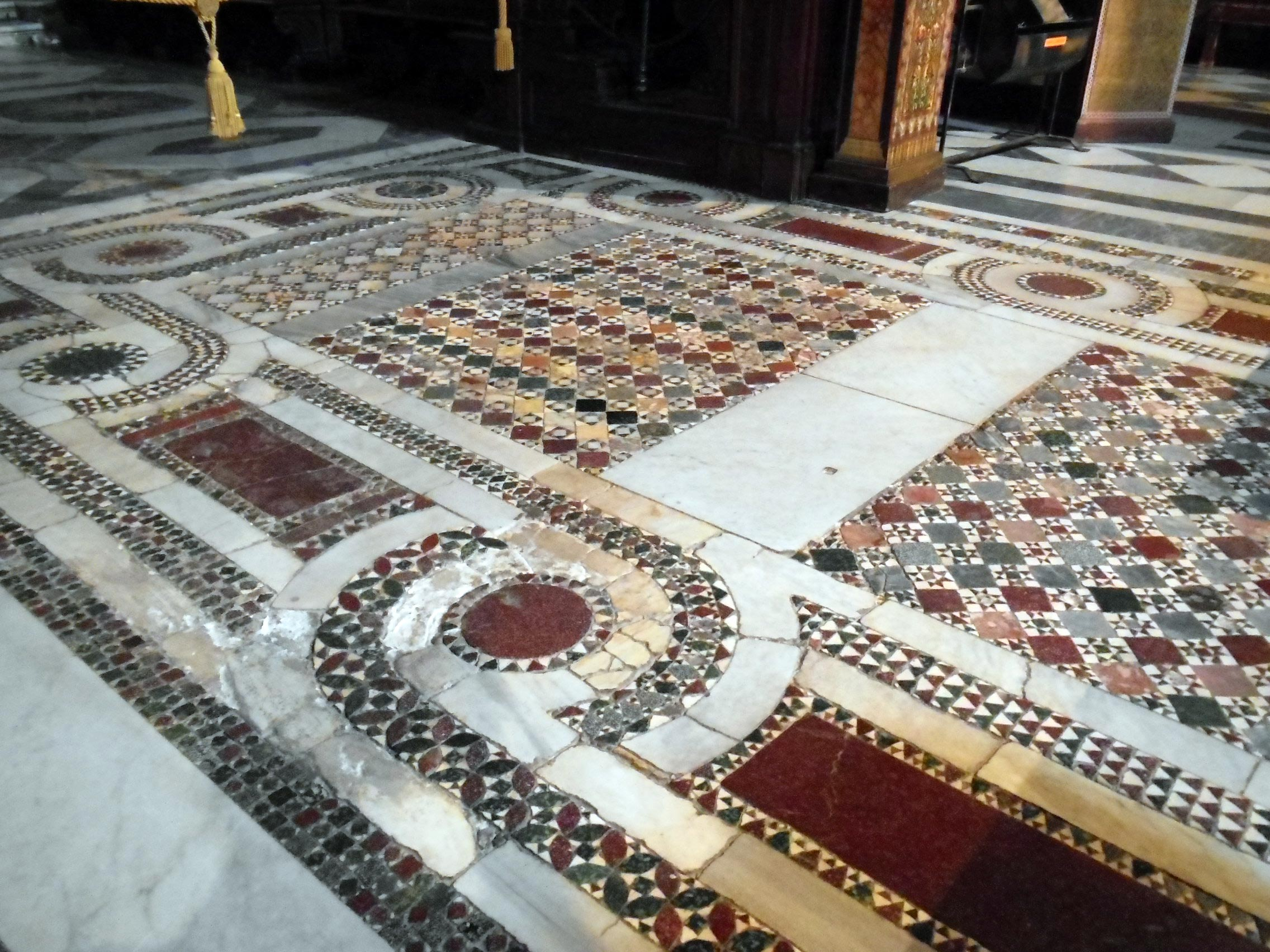
Interno, pavimento cosmatesco nella navata centrale
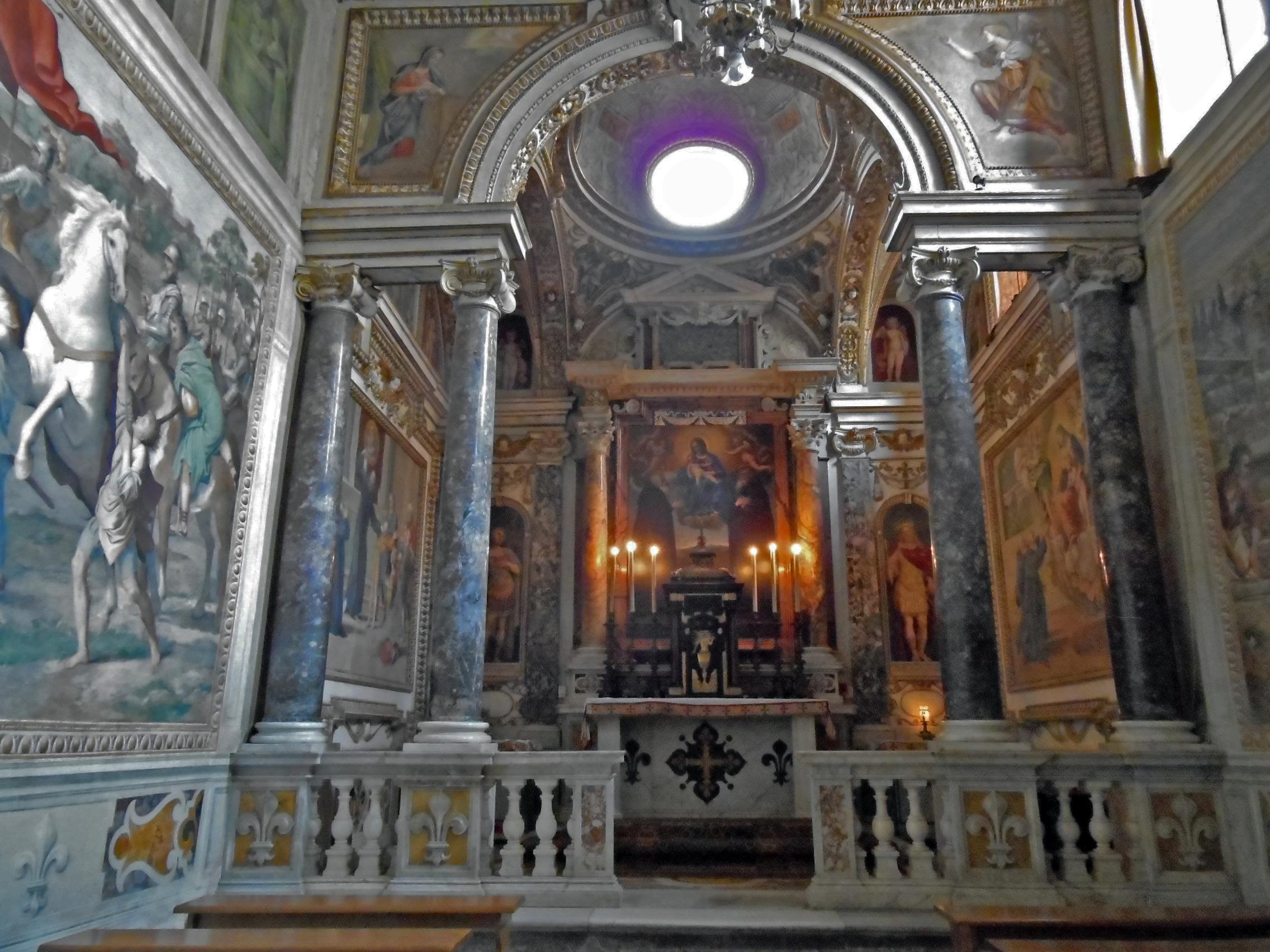
Cappella dei Santi Nilo e Bartolomeo (fondatori dell'abbazia) o cappella farnesiana
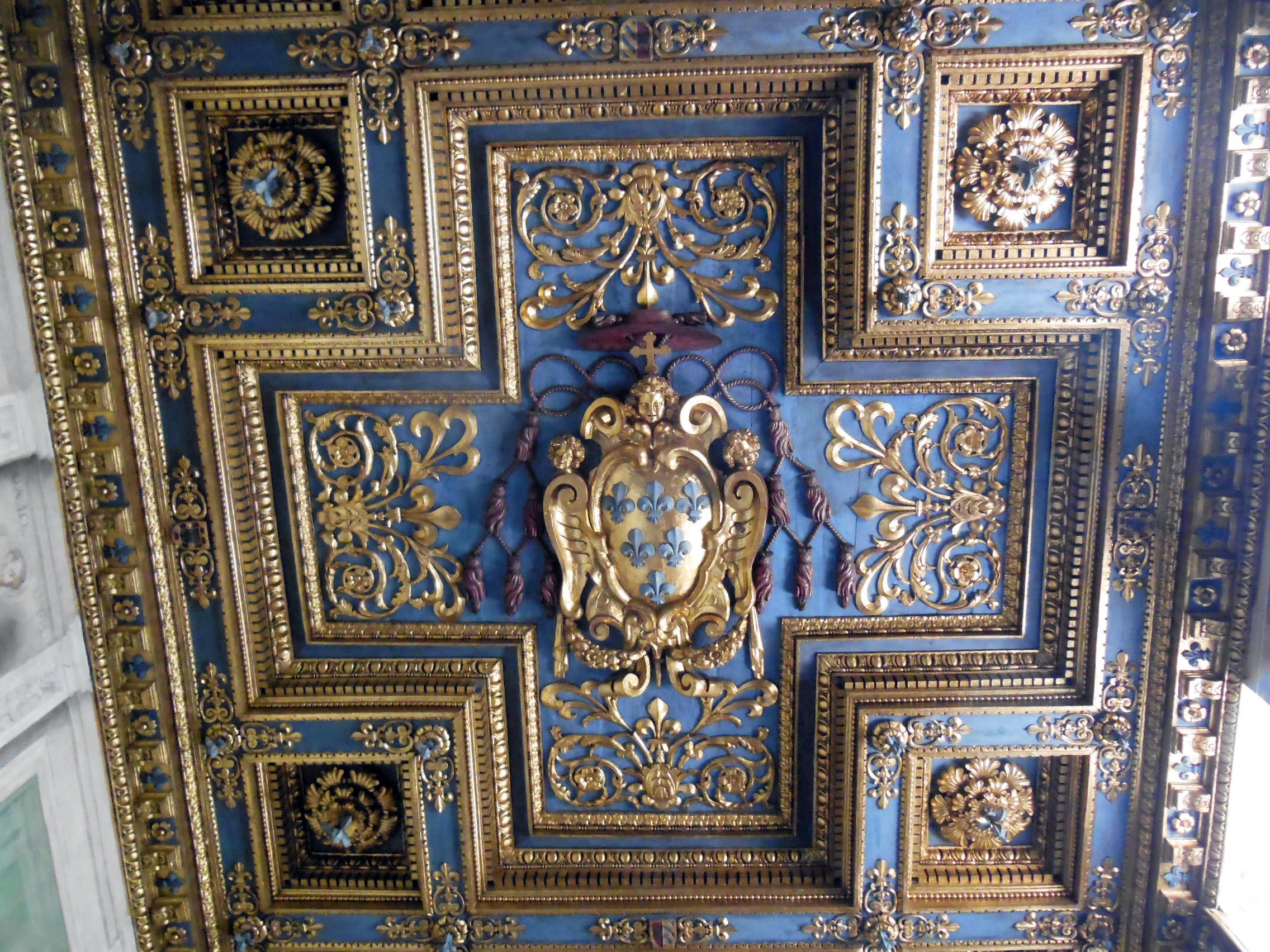
Cappella Farnese, il soffitto
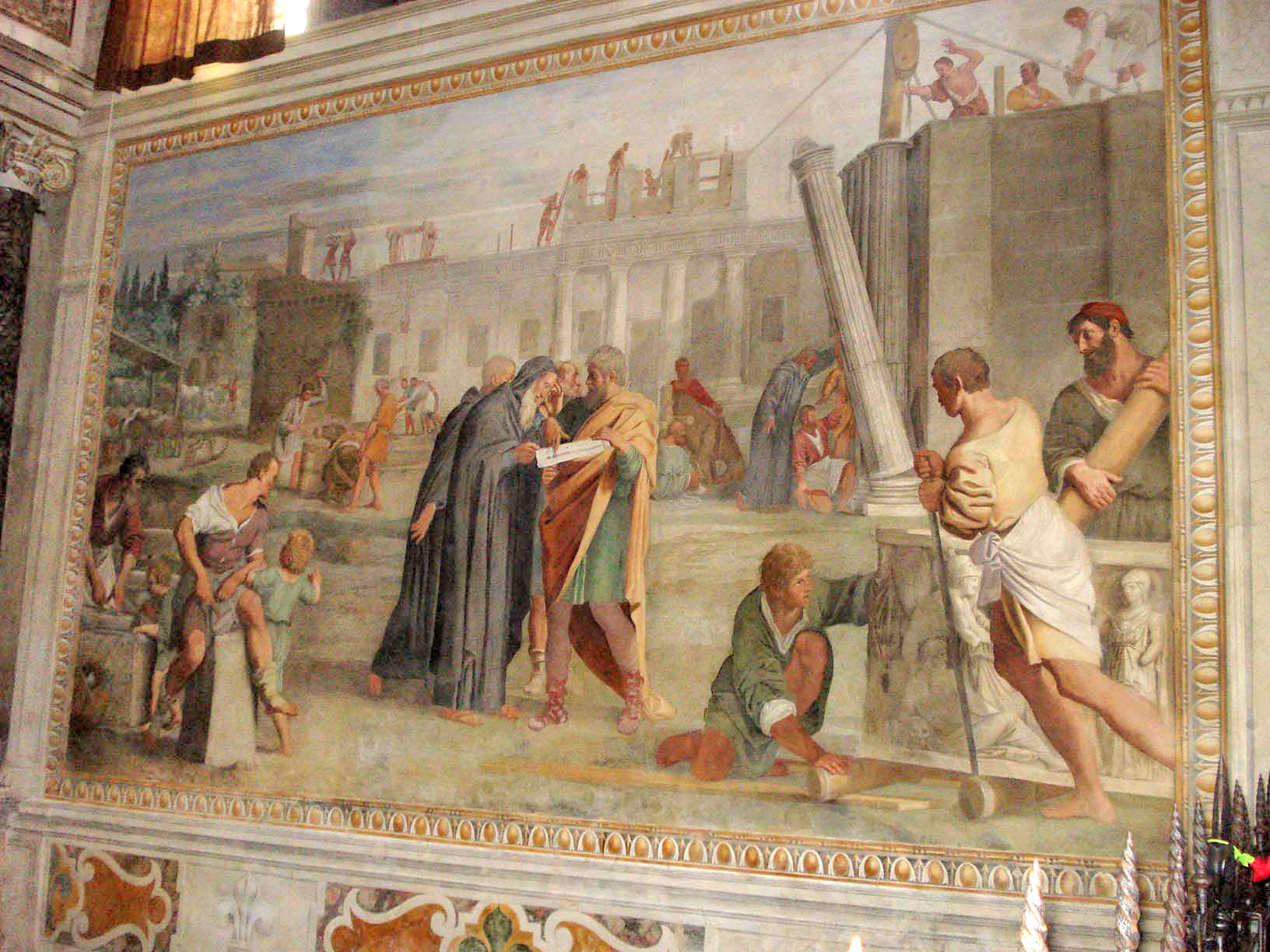
Domenichino, affreschi della Cappella Farnese, costruzione dell'Abbazia
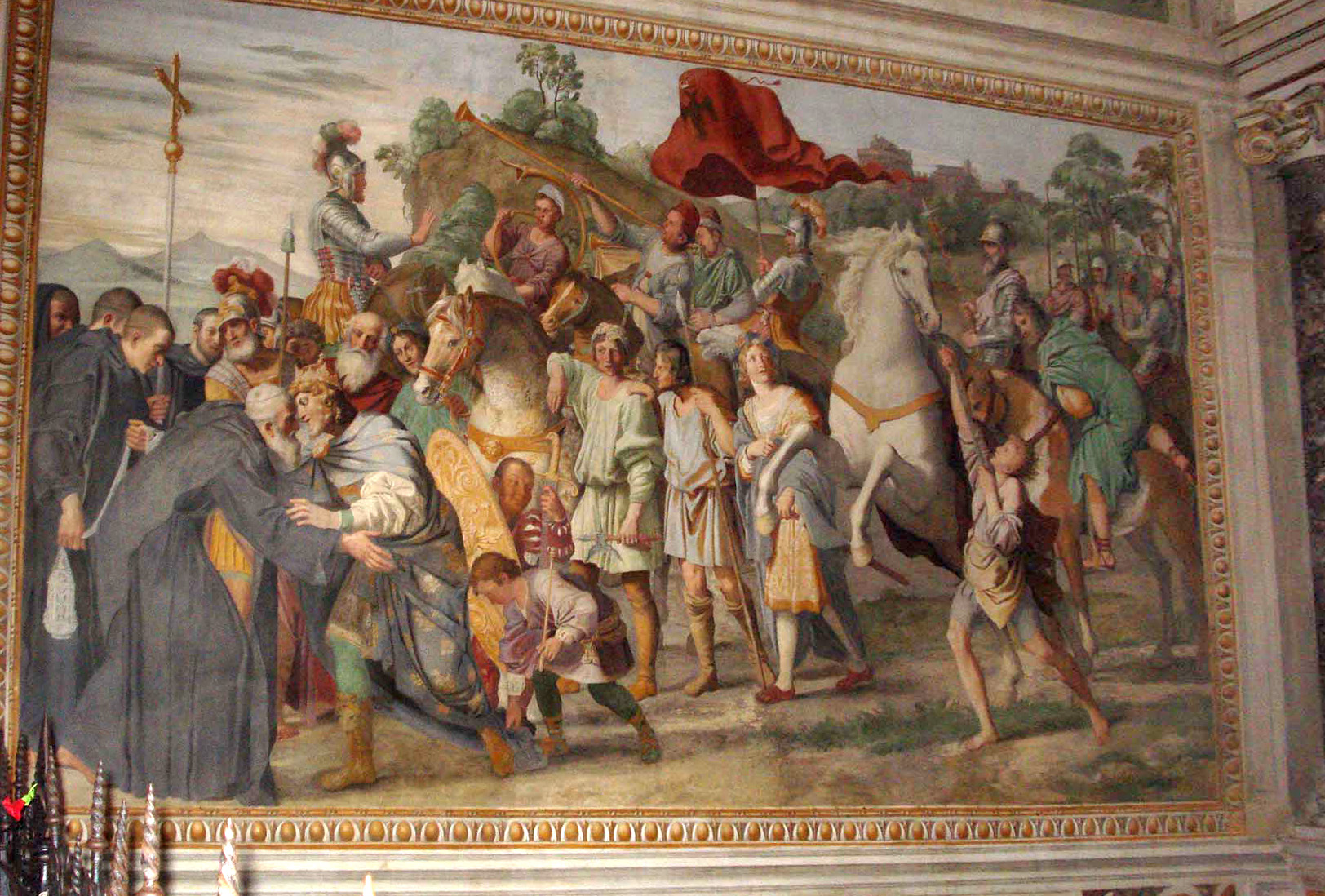
Domenichino, affreschi della Cappella Farnese, incontro tra san Nilo e Ottone III di Sassonia
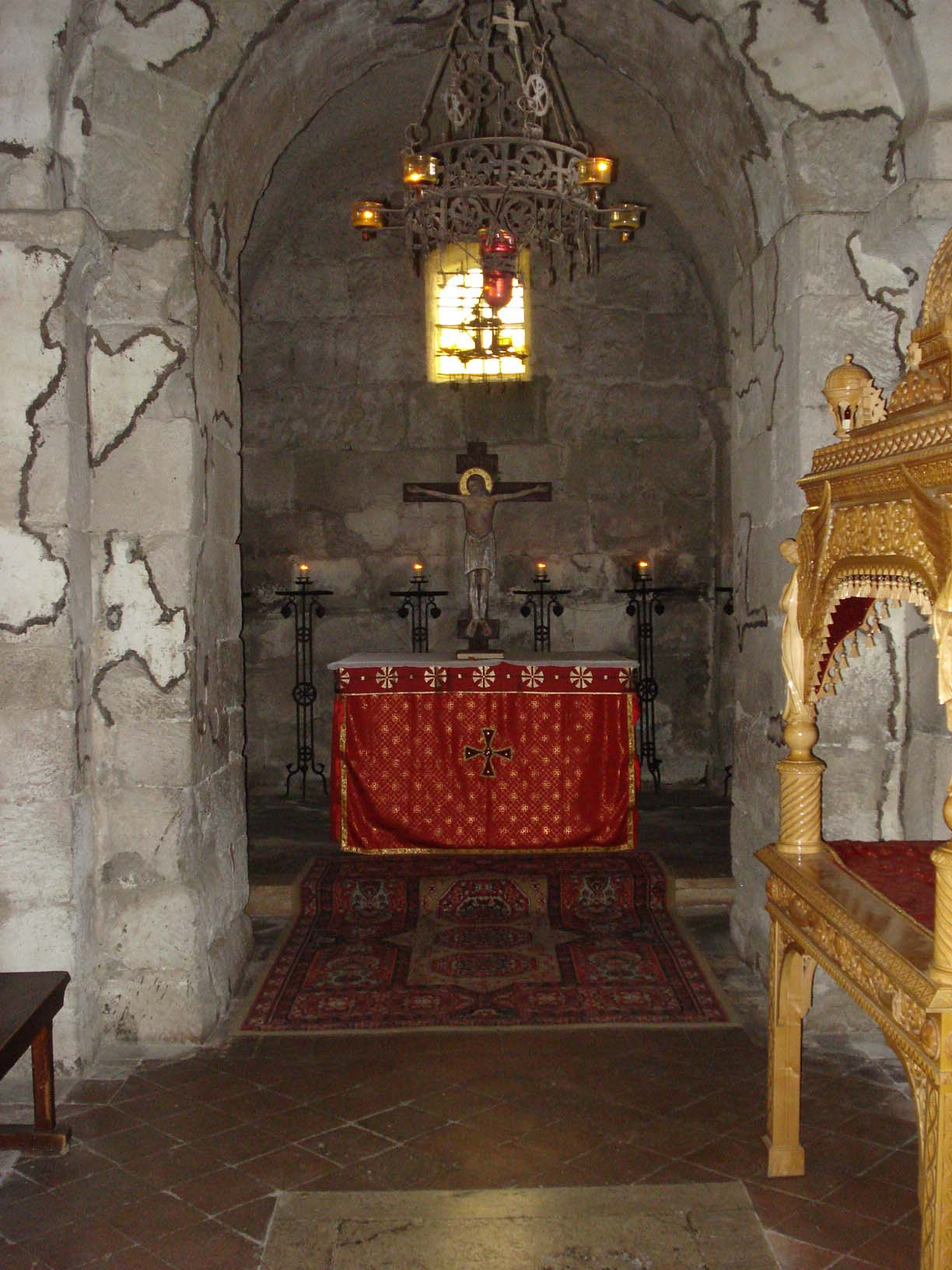
Cripta ferrata
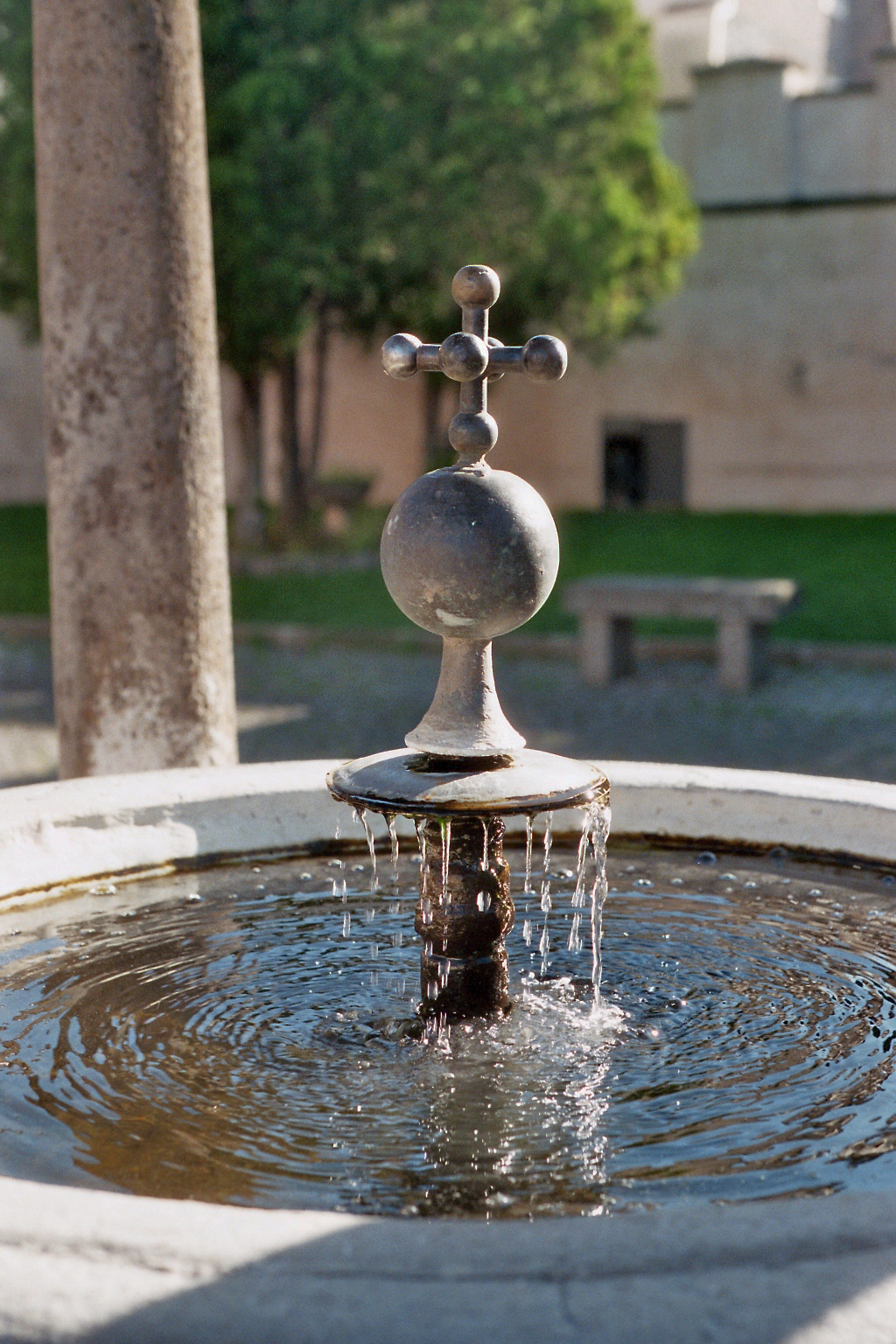
Fontana liturgica - detta "il Paradiso" - davanti all'Abbazia di San Nilo
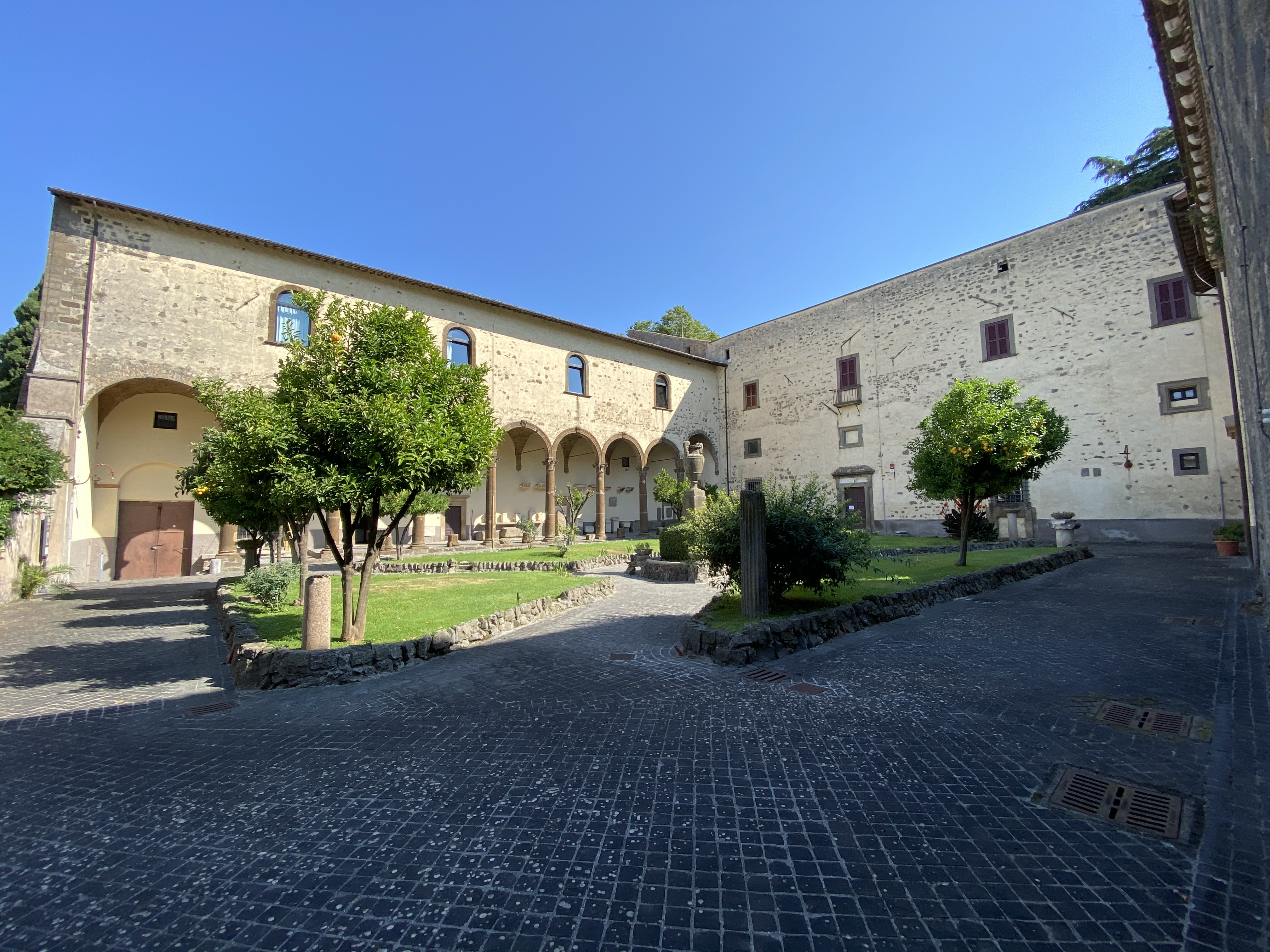
Il chiostro del convento (agosto 2020) - veduta del palazzo degli abati commendatari.
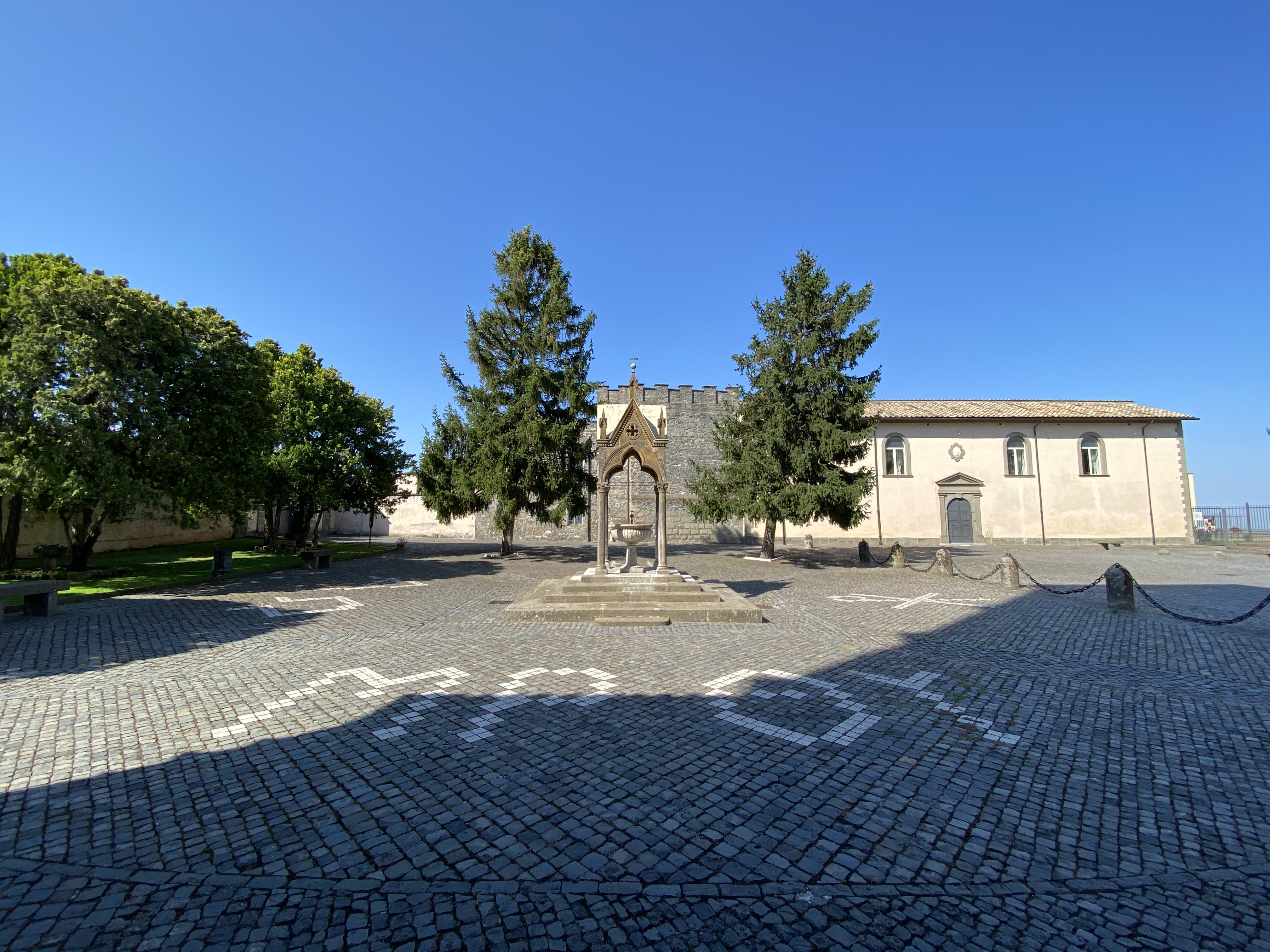
Piazzale antistante alla chiesa abbaziale (agosto 2020).
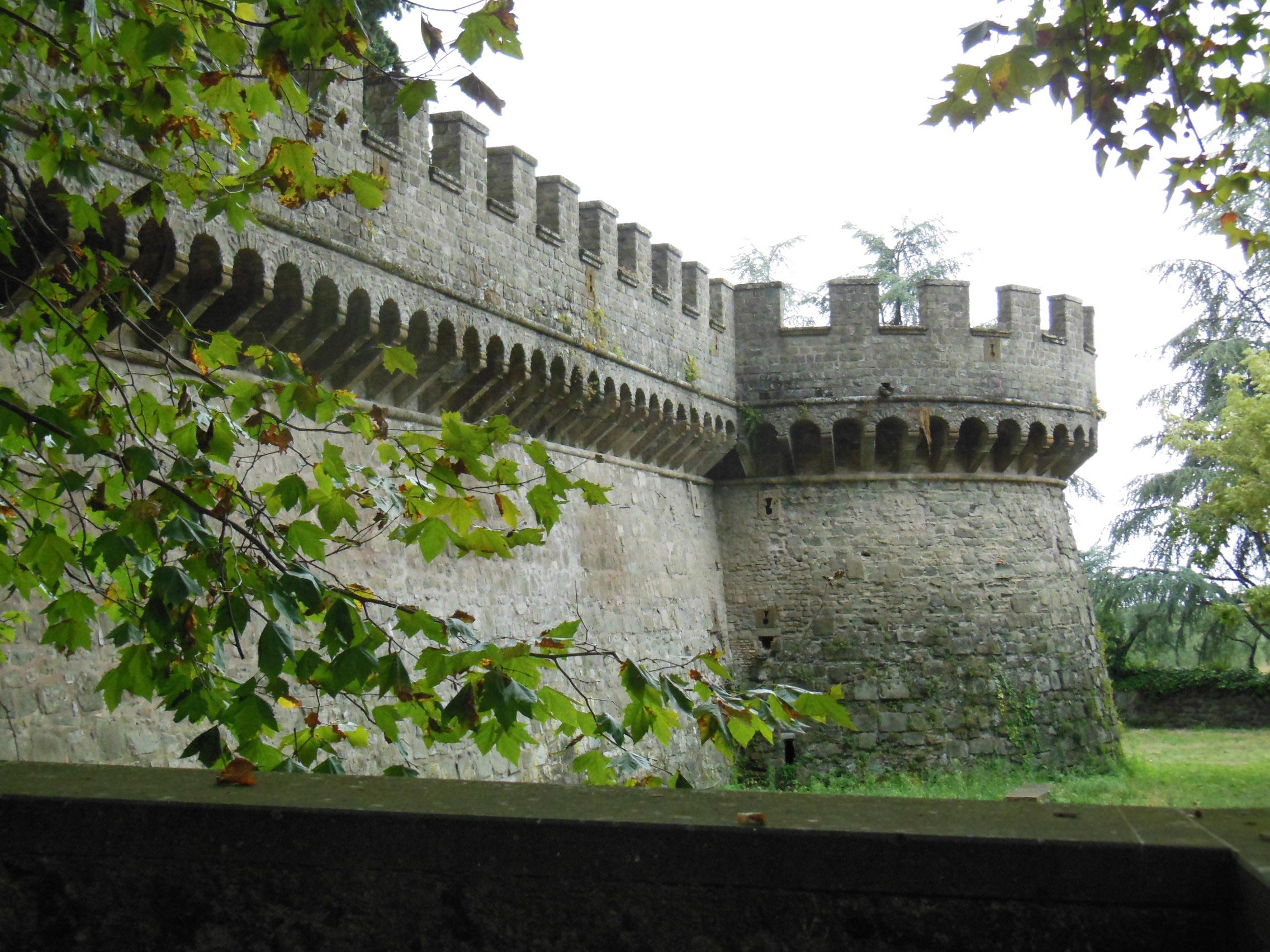
Le mura esterne, dall'ingresso
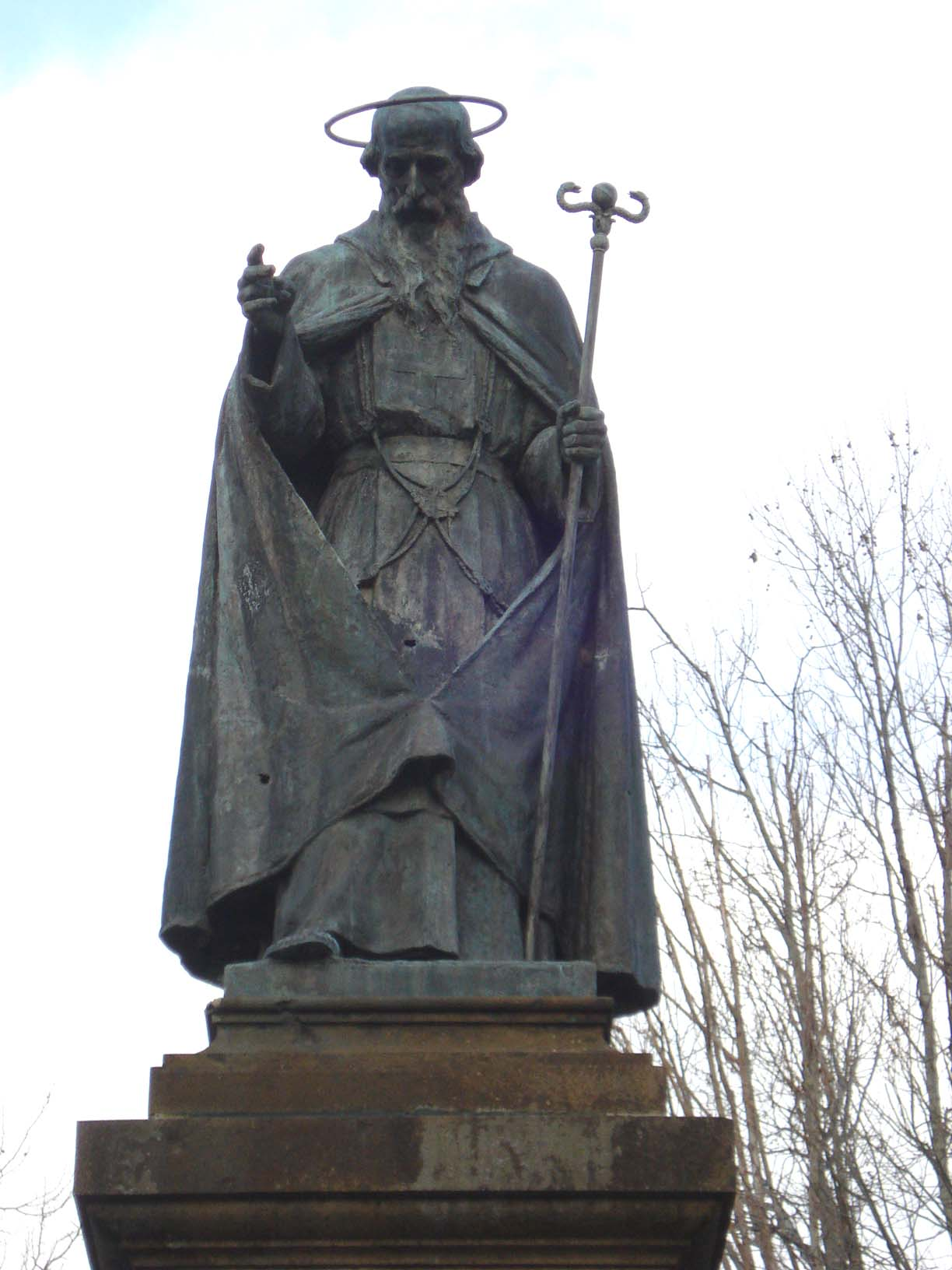
Monumento di San Nilo in Grottaferrata (1904)
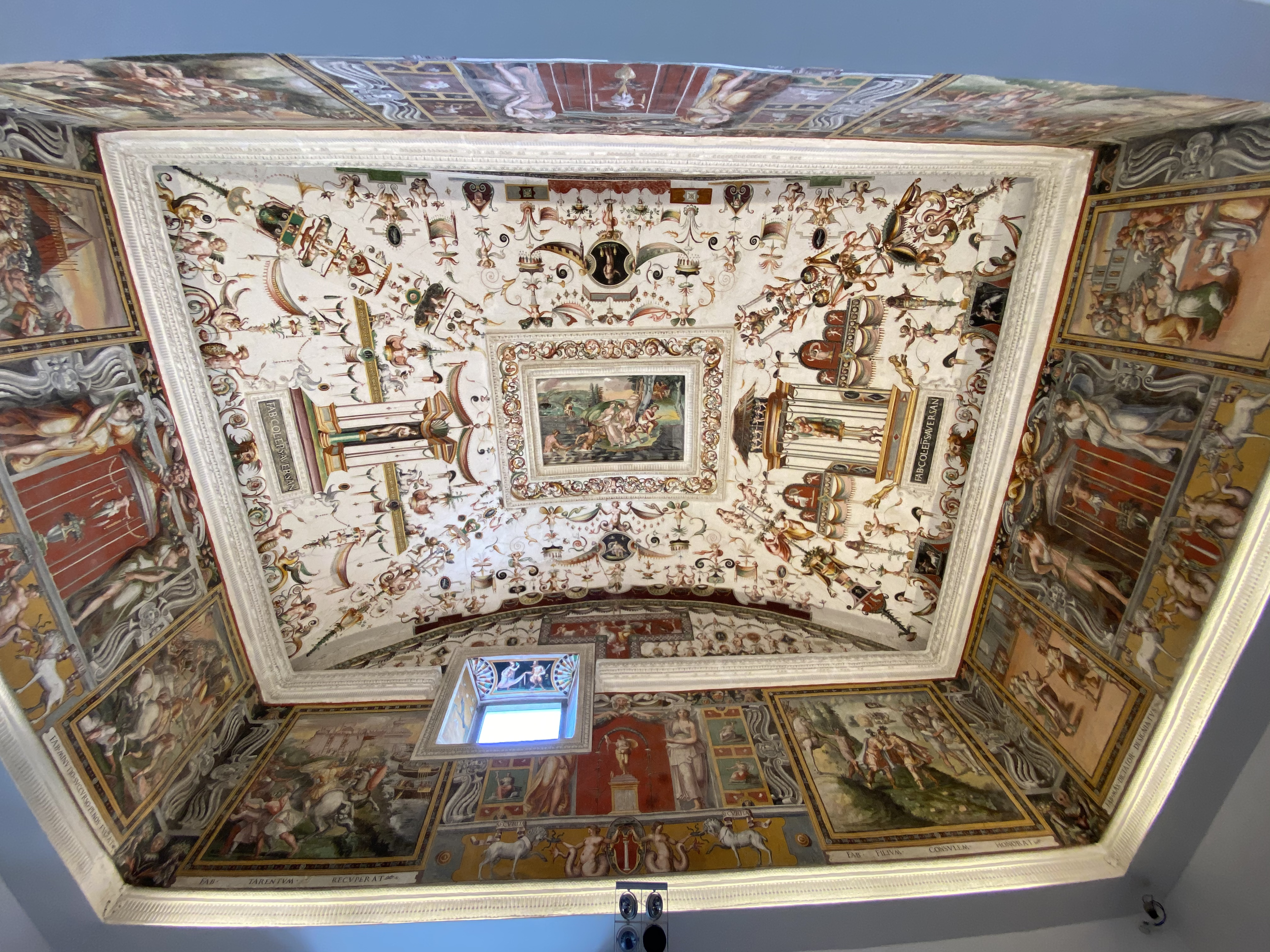
La Sala delle Grottesche, fatta affrescare su commissione dell'abate commendatario Fabio Colonna nel 1547 da Francesco Sala.
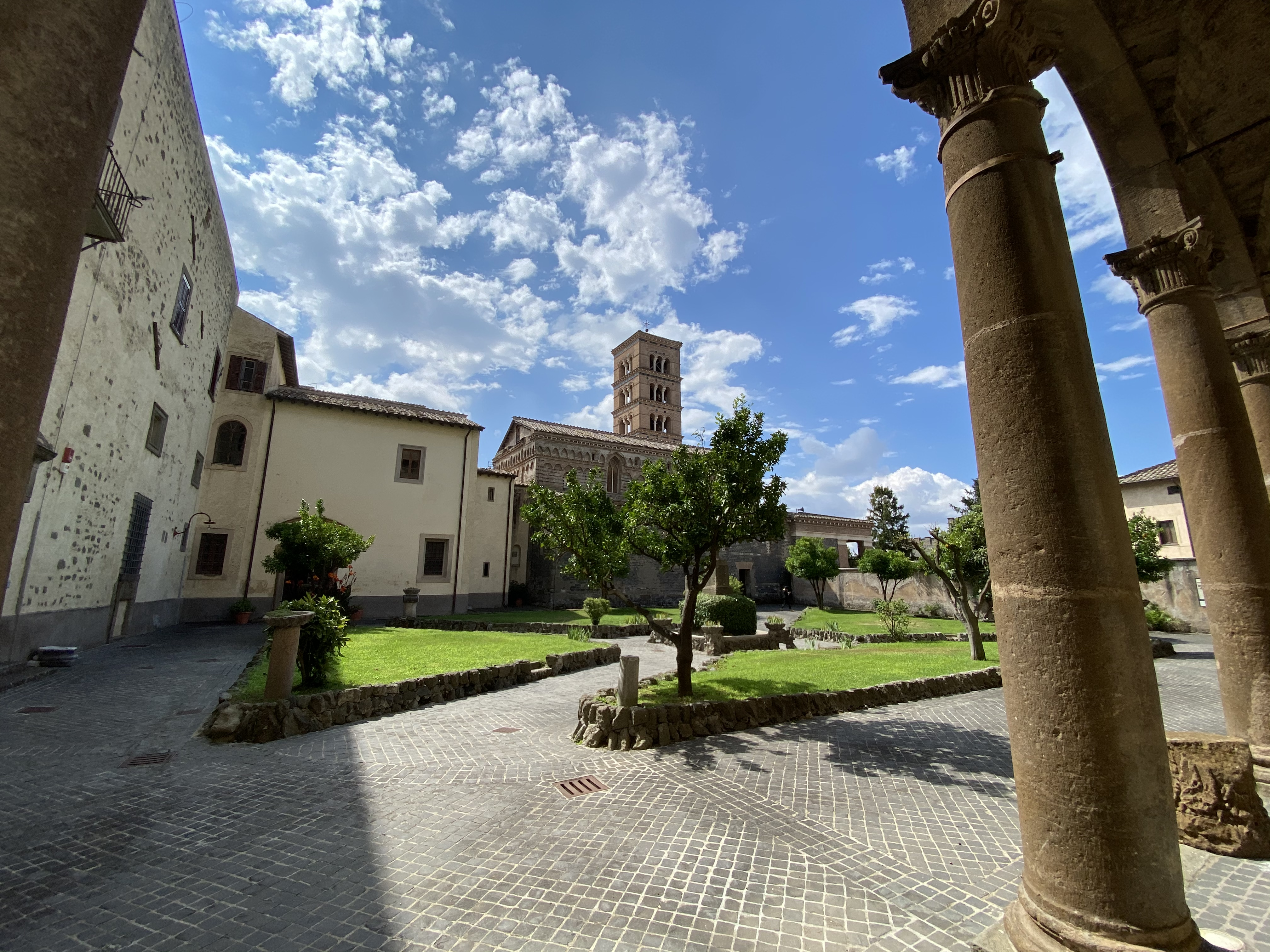
Il chiostro del convento (agosto 2020) - veduta della chiesa abbaziale.